# Canton d'Ouzouer-le-Marché
Le canton d'Ouzouer-le-Marché est une ancienne division administrative française située dans le département de Loir-et-Cher et la région Centre.
Ouzouer-le-Marché est maintenant le bureau centralisateur du nouveau canton de la Beauce.

## Géographie
Ce canton était organisé autour d'Ouzouer-le-Marché dans l'arrondissement de Blois. Son altitude variait de 99 m (Vievy-le-Rayé) à 153 m (La Colombe) pour une altitude moyenne de 127 m.

## Représentation

### Conseillers d'arrondissement (de 1833 à 1940)
| Période                                  | Période          | Identité                                                    | Étiquette   | Qualité |
| ---------------------------------------- | ---------------- | ----------------------------------------------------------- | ----------- | --- |
| 1833                                     | 1845             | Jacques Thomas Robillard (1795-1885)                        |             | Propriétaire, maire de Binas (1827-1831 et 1835-1845)                                                       |
| 1845                                     | 1848             | François Pierre Leddet (1780-1856)                          |             | Substitut du Procureur du Roi à Gien                                                                        |
| 1848                                     | 1866 (décès)     | Charles Louis François Régis Tassin de Beaumont (1791-1866) |             | Propriétaire à Orléans                                                                                      |
| 1867                                     | 1871             | Joseph-Adrien Breton                                        |             | Notaire à Ouzouer-le-Marché                                                                                 |
| 1871                                     | 1875             | Parfait Gaullier                                            |             | Propriétaire, maire de Prénouvellon                                                                         |
| 1875                                     | 1888 (décès)     | Jacques Étienne Aimable Croissandeau (1820-1888)            |             | Cultivateur propriétaire à Ouzouer-le-Marché                                                                |
| 1888                                     | 1893 (démission) | François Lambert                                            |             | Notaire à Moisy                                                                                             |
| 1893                                     | 1919             | Edmond Lebrun                                               | Droite      | Agent d'assurances, propriétaire à Ouzouer-le-Marché                                                        |
| 1919                                     | 1934             | Irénée Huet                                                 | Républicain | Maire d'Ouzouer-le-Doyen                                                                                    |
| 1934                                     | 1940             | Roger Sarradin                                              | Rad.        | Maire de Binas                                                                                              |
| 1940                                     |                  |                                                             |             | Les conseils d'arrondissement ont été suspendus par la loi du 12 octobre 1940 et n'ont jamais été réactivés |
| Les données manquantes sont à compléter. |                  |                                                             |             | |

### Conseillers généraux de 1833 à 2015
| Période | Période           | Identité                           | Étiquette          | Qualité |
| ------- | ----------------- | ---------------------------------- | ------------------ | --- |
| 1833    | 1839              | Jean-Baptiste Boy                  |                    | Juge de paix à Ouzouer-le-Marché Maire de Verdes (1815, 1824-1834)                                         |
| 1839    | 1848              | Claude Riffault, dit Riffault-Blau |                    | Magistrat Conseiller municipal de Blois, conseiller d'arrondissement du canton de Blois-Est                |
| 1848    | 1848 (annulation) | Jean Chaussidier                   |                    | Notaire - Maire d'Ouzouer-le-Marché (1836-1848)                                                            |
| 1848    | 1849 (démission)  | Guillaume Hubert                   |                    | Avoué puis avocat à Blois                                                                                  |
| 1849    | 1865              | Claude Riffault, dit Riffault-Blau |                    | Magistrat Conseiller municipal de Blois                                                                    |
| 1865    | 1877              | Juste-Frédéric Riffault            | Droite             | Général, Commandant de l'École polytechnique Président du Conseil Général (1871-1874) Sénateur (1876-1879) |
| 1877    | 1885 (décès)      | Pascal Piédallu                    | Républicain        | Docteur en médecine Maire d'Ouzouer-le-Marché (1871-1874)                                                  |
| 1885    | 1891 (démission)  | Arthur Croissandeau                |                    | Militaire                                                                                                  |
| 1891    | 1901              | Claude Henry                       | Républicain        | Avocat à Blois - Sous-principal de collège                                                                 |
| 1901    | 1913 (décès)      | Léon Dutray                        | Républicain rallié | Cultivateur - Suppléant du juge de paix Maire d'Ouzouer-le-Doyen (1894-1913)                               |
| 1914    | 1918 (décès)      | Clovis Billard                     | Républicain        | Cultivateur Maire de Villermain (1893-1917)                                                                |
| 1919    | 1925              | René Chéreau                       | RG                 | Adjoint au Maire de Verdes                                                                                 |
| 1925    | 1931              | Robert Barillet                    | URD                | Avocat Maire de Vendôme (1919-1925) Député (1919-1928)                                                     |
| 1931    | 1940              | Marin Gaillot                      | Rad.               | Négociant en vins Maire d'Ouzouer-le-Marché (1908-1941)                                                    |
|         |                   |                                    |                    | |
| 1945    | 1949              | Marin Gaillot                      | Rad.               | Négociant en vins Maire d'Ouzouer-le-Marché (1908-1941 et 1944-1947)                                       |
| 1949    | 1955              | Paul Simon                         | DVD                | Exploitant agricole Maire d'Ouzouer-le-Marché (1940-1944)                                                  |
| 1955    | 1979              | Charles Reverchon                  | DVG                | Directeur d'école Maire de Moisy (1955-1977)                                                               |
| 1979    | 1998              | Gilbert Richard                    | UDF                | Agriculteur Maire de Binas (1963-1995)                                                                     |
| 1998    | 2015              | Bernard Dutray                     | UDF puis NC-UDI    | Exploitant agricole à Ouzouer-le-Marché                                                                    |

## Composition
Le canton d'Ouzouer-le-Marché, d'une superficie de 271 km2, était composé de douze communes
.
| Nom               | Code Insee | Intercommunalité               | Superficie (km2) | Population (dernière pop. légale) | Densité (hab./km2) |
| ----------------- | ---------- | ------------------------------ | ---------------- | --------------------------------- | ------------------ |
| Binas             | 41017      | CC des Terres du Val de Loire  | 26,38            | 726 (2014)                        | 28                 |
| La Colombe        | 41056      | CC de la Beauce Oratorienne    | 18,36            | 214 (2013)                        | 12                 |
| Membrolles        | 41133      | CC de la Beauce Oratorienne    | 18,95            | 267 (2013)                        | 14                 |
| Moisy             | 41141      | CC du Perche et Haut Vendômois | 17,33            | 346 (2014)                        | 20                 |
| Ouzouer-le-Doyen  | 41172      | CC du Perche et Haut Vendômois | 16,59            | 238 (2014)                        | 14                 |
| Ouzouer-le-Marché | 41173      | CC de la Beauce Oratorienne    | 28,10            | 1 989 (2013)                      | 71                 |
| Prénouvellon      | 41183      | CC de la Beauce Oratorienne    | 19,77            | 227 (2013)                        | 11                 |
| Semerville        | 41244      | CC de la Beauce Oratorienne    | 9,67             | 97 (2013)                         | 10                 |
| Tripleville       | 41264      | CC de la Beauce Oratorienne    | 13,07            | 165 (2013)                        | 13                 |
| Verdes            | 41270      | CC de la Beauce Oratorienne    | 28,59            | 490 (2013)                        | 17                 |
| Vievy-le-Rayé     | 41273      | CC Beauce Val de Loire         | 45,12            | 478 (2014)                        | 11                 |
| Villermain        | 41289      | CC des Terres du Val de Loire  | 28,75            | 383 (2014)                        | 13                 |

## Démographie

### Évolution démographique
| 1962  | 1968  | 1975  | 1982  | 1990  | 1999  | 2006  | 2011  | 2012  |
| ----- | ----- | ----- | ----- | ----- | ----- | ----- | ----- | ----- |
| 6 115 | 5 598 | 5 143 | 4 767 | 4 425 | 4 512 | 5 074 | 5 510 | 5 556 |

### Âge de la population
La pyramide des âges, à savoir la répartition par sexe et âge de la population, du canton d'Ouzouer-le-Marché en 2009 ainsi que, comparativement, celle du département de Loir-et-Cher la même année sont représentées avec les graphiques ci-dessous.
La population du canton comporte 49,6 % d'hommes et 50,4 % de femmes. Elle présente en 2009 une structure par grands groupes d'âge similaire à celle de la France métropolitaine. 
Il existe en effet 100 jeunes de moins de 20 ans pour cent personnes de plus de 60 ans, alors que pour la France l'indice de jeunesse, qui est égal à la division de la part des moins de 20 ans par la part des plus de 60 ans, est de 1,06. L'indice de jeunesse du canton est par contre supérieur à celui  du département (0,83) et à celui de la région (0,95).
| Hommes | Classe d’âge | Femmes |
| ------ | ------------ | ------ |
| 0,8    | 90 ans ou +  | 1,1    |
| 8,9    | 75 à 89 ans  | 11,6   |
| 14,0   | 60 à 74 ans  | 14,4   |
| 19,6   | 45 à 59 ans  | 18,2   |
| 21,4   | 30 à 44 ans  | 20,9   |
| 15,1   | 15 à 29 ans  | 13,4   |
| 20,2   | 0 à 14 ans   | 20,4   |

| Hommes | Classe d’âge | Femmes |
| ------ | ------------ | ------ |
| 0,5    | 90 ans ou +  | 1,5    |
| 8,8    | 75 à 89 ans  | 12,1   |
| 15,4   | 60 à 74 ans  | 16,1   |
| 21,2   | 45 à 59 ans  | 20,5   |
| 19,6   | 30 à 44 ans  | 18,7   |
| 15,9   | 15 à 29 ans  | 14,3   |
| 18,6   | 0 à 14 ans   | 16,8   |